# Związek Socjalistycznej Młodzieży Polskiej

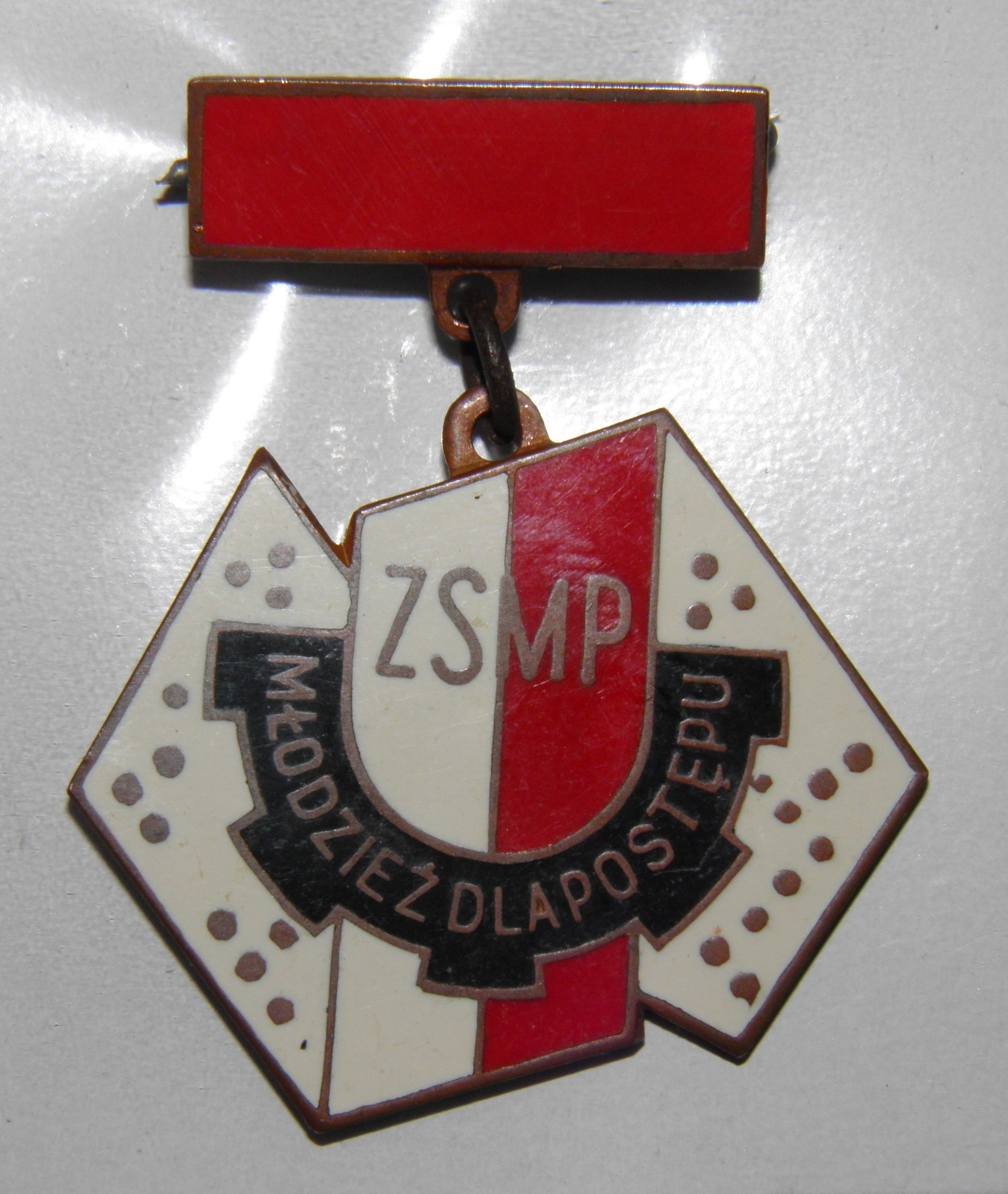
Odznaka Młodzież dla Postępu, nadawana w okresie PRL-u

Związek Socjalistycznej Młodzieży Polskiej (ZSMP) – polskie stowarzyszenie, utworzone w 1976, zrzeszające młodzież w wieku 15–35 lat. Poprzez Związek młodzież zaspokaja swoje kulturalne, edukacyjne i socjalne potrzeby. ZSMP działa na rzecz poprawy warunków startu życiowego młodzieży oraz umożliwienia jej awansu społecznego i zawodowego.

## Historia
Związek Socjalistycznej Młodzieży Polskiej powstał z połączenia poniższych organizacji:
- Związku Młodzieży Socjalistycznej
- Związku Socjalistycznej Młodzieży Wiejskiej[1]
- Socjalistycznego Związku Młodzieży Wojskowej

ZSMP był członkiem Światowej Federacji Młodzieży Demokratycznej, z której wystąpił w 1989. Do 1989 ZSMP działał we wszystkich środowiskach młodzieży.
Struktury organizacji dzieliły się na:
- zarządy wojewódzkie,
- zarządy gminne,
- zarządy miejskie,
- zarządy zakładowe,
- zarządy uczelniane,
- zarządy szkolne.

Podstawową strukturą organizacyjną było koło, zrzeszające od 5–15 członków.
Działalność ZSMP obejmowała takie dziedziny jak np. turystyka, sport, organizowanie szkoleń i kursów zawodowych, prowadzenie grup zainteresowań. ZSMP było m.in. właścicielem Biura Turystyki Młodzieżowej „Juventur”. W poszczególnych oddziałach organizacji działały kluby turystyczne, jak np. Kluby Turystyki Rowerowej, Kluby Turystyki Pieszej.
ZSMP było organizatorem wielu olimpiad przedmiotowych (np. Turniej Wiedzy i Umiejętności Budowlanych), w których laureaci na szczeblu centralnym otrzymywali bez egzaminu wstępnego indeksy na studia. 
W 1990 Związek dokonał zmiany programu, opowiadając się za ustrojem demokratycznym i kapitalistycznym. Od tego czasu przeżywał również duży kryzys kadrowy – liczba członków spadła z 1,5 mln w latach 80. do kilkudziesięciu tysięcy. Od 1991 do 1999 (do przekształcenia SLD w partię) był członkiem koalicji Sojusz Lewicy Demokratycznej.

## Członkowie

### Przewodniczący[2][3][4]
- Krzysztof Trębaczkiewicz (28 kwietnia 1976 – 28 kwietnia 1980)
- Andrzej Kołtek (30 kwietnia 1980 – 23 kwietnia 1981)
- Jerzy Jaskiernia (27 kwietnia 1981 – 2 września 1984)
- Jerzy Szmajdziński (2 września 1984 – 26 kwietnia 1989)
- Grzegorz Dittrich (26 kwietnia 1989 – 13 października 1990)
- Piotr Mochnaczewski (13 października 1990 – 13 marca 1993)
- Witold Firak (13 marca 1993 – 8 lutego 1997)
- Małgorzata Okońska-Zaremba (8 lutego 1997 – 5 grudnia 1998)
- Bogusław Wontor (5 grudnia 1998 – 19 marca 2008)
- Paweł Zbański (12 września 2008 – 12 marca 2010)
- Daria Jesionowska (12 marca 2010 - 21 sierpnia 2018)
- Bogusław Wontor (21 sierpnia 2018 – 19 września 2019)
- Fryderyk Sawicki (od 19 września 2019)

## Symbole ZSMP
Symbolem ZSMP jest znak kształtami przypominającymi kontury terytorium Polski, w kolorze złotym, we wrysowanym w środek czerwonym sztandarze, ze złotymi literami ZSMP. Hymnem jest pieśń Nasze miejsce na ziemi.

## Odznaczenia ZSMP
- Odznaczenie im. Janka Krasickiego (brązowe; srebrne; złote)
- Medal „Za Zasługi dla Związku Socjalistycznej Młodzieży Polskiej”
- Medal „Za Zasługi dla Warszawskiej Organizacji ZSMP”
- Odznaka „Młodzież dla Postępu”
- Odznaka „Wzorowy uczeń i aktywista”
- Odznaka aktywisty ZSMP (brązowa; srebrna; złota)